# 1795
| [ Edytuj tabelę ]              | |
| Król Polski                    | - 1764 Stanisław August Poniatowski 1795 |
| Emir Afganistanu               | - 1793 Zaman Szah Durrani 1801 |
| Współksiążęta Andory           | - 1785 Josep de Boltas 1795 |
| Arcyksiążę Austrii             | - 1792 Franciszek II Habsburg 1804 |
| Elektor Bawarii                | - 1777 Karol Teodor 1799 |
| Sułtan Brunei                  | - 1762 Omar Ali Saifuddin I 1795 |
| Cesarz Chin                    | - 1735 Qianlong 1796 |
| Król Czech                     | - 1792 Franciszek II Habsburg 1835 |
| Król Danii                     | - 1766 Chrystian VII 1808 |
| Dalajlama                      | - 1758 Jamphel Gjaco 1804 |
| Król Gruzji                    | - 1762 Herakliusz II 1798 |
| Król Hiszpanii                 | - 1788 Karol IV 1808 |
| Stadhouder Holandii            | - 1751 Wilhelm V Orański 1795 |
| Szach Iranu                    | - 1794 Agha Mohammad Chan 1797 |
| Państwo Wielkich Mogołów       | - 1759 Shah Alam II 1806 |
| Król Irlandii                  | - 1760 Jerzy III Hanowerski 1820 |
| Cesarz Japonii                 | - 1779 Kōkaku 1817 |
| Kalif                          | - 1789 Selim III 1807 |
| Patriarcha Konstantynopola     | - 1794 Gerazym III 1797 |
| Władca Korei                   | - 1776 Chŏngjo 1800 |
| Książę Kurlandii i Semigalii   | - 1769 Piotr Biron 1795 |
| Emir Kuwejtu                   | - 1762 Abd Allah I 1814 |
| Książę Liechtensteinu          | - 1781 Alojzy I 1805 |
| Sułtan Maroka                  | - 1792 Maulaj Sulajman 1822 |
| Król Nepalu                    | - 1777 Rana Bahadur 1799 |
| Król Norwegii                  | - 1784 Fryderyk VI 1814 |
| Sułtan Omanu                   | - 1792 Sultan ibn Ahmad 1804 |
| Elektor Palatynatu             | - 1742 Karol IV Teodor 1799 |
| Papież                         | - 1775 Pius VI 1799 |
| Książę Parmy i Piacenzy        | - 1765 Ferdynand 1802 |
| Król Portugalii                | - 1777 Maria I 1816 |
| Król Prus                      | - 1786 Fryderyk Wilhelm II 1797 |
| Car Rosji                      | - 1762 Katarzyna II Wielka 1796 |
| Cesarz Rzymski (niemiecki)     | - 1792 Franciszek II Habsburg 1806 |
| Kapitanowie Regenci San Marino | - 1794 Filippo Belluzzi Pier Vincenzo Giannini 1795 - 1795 Giuseppe Mercuri Angelo Ortolani 1795 - 1795 Francesco Giannini Livio Casali 1796 |
| Elektor Saksonii               | - 1763 Fryderyk August III 1806 |
| Król Sardynii                  | - 1773 Wiktor Amadeusz III 1796 |
| Król Szwecji                   | - 1792 Gustaw IV Adolf 1809 |
| Król Tajlandii                 | - 1782 Buddha Yodfa Chulalok 1809 |
| Sułtan Turków                  | - 1789 Selim III 1807 |
| Prezydent USA                  | - 1789 George Washington 1797 |
| Doża Wenecji                   | - 1789 Ludovico Manin 1797 |
| Król Węgier                    | - 1792 Franciszek 1835 |
| Monarcha Wielkiej Brytanii     | - 1760 Jerzy III 1820 |
| Premier Wielkiej Brytanii      | - 1783 William Pitt Młodszy 1801 |
| Cesarz Wietnamu                | - 1792 Cảnh Thịnh 1802 |

Rok 1795 / MDCCXCV
stulecia: XVII wiek ~
XVIII wiek ~
XIX wiek

lata: 1785 «
1790 «
1791 «
1792 «
1793 «
1794 «
1795
» 1796
» 1797
» 1798
» 1799
» 1800
» 1805

## Wydarzenia w Polsce
- 7 stycznia – ostatni król Polski Stanisław August Poniatowski został wywieziony na zesłanie do Grodna.
- 28 marca – III rozbiór Polski: Sejm kurlandzki ogłosił przyłączenie Księstwa Kurlandii i Semigalii do Rosji.
- 10 kwietnia – pożar strawił doszczętnie zabudowę miasta Stopnica koło Buska-Zdroju.
- 28 lipca – na rzecz skarbu państwa pruskiego przejęte zostały majątki ziemskie Kościoła katolickiego znajdujące się na ziemiach polskich będących pod zaborem pruskim z gwarancją wypłacania przez rząd instytucjom kościelnym 50% dochodów z nich uzyskanych[1].
- 3/4 października – III rozbiór Polski: w nocy na rozkaz króla Fryderyka Wilhelma II najeźdźcy zrabowali z Zamku Królewskiego na Wawelu insygnia królewskie, które przewieziono do Berlina, a w roku 1811 przetopiono na złoto.
- 24 października – III rozbiór Polski: Rosja, Prusy i Austria podpisały akt trzeciego rozbioru Polski.
- 25 listopada – III rozbiór Polski: ostatni król Polski Stanisław August Poniatowski abdykował na rzecz Rosji i został deportowany do Petersburga, Polska na 123 lata przestała istnieć jako państwo.
- 16 grudnia – papież Pius VI wydał brewe potępiające insurekcję kościuszkowską określając ją przedsięwzięciem bezbożnym[2].

## Wydarzenia na świecie
- 19 stycznia – proklamowano powstanie Republiki Batawskiej na terenie dzisiejszej Holandii.
- 6 lutego – Burowie utworzyli w południowej Afryce Republikę Graff Reinet.
- 7 lutego – weszła w życie 11. poprawka do Konstytucji Stanów Zjednoczonych, dotycząca prawa występowania z powództwem wobec indywidualnych stanów.
- 21 lutego – Francuskie Zgromadzenie Narodowe ogłosiło wolność kultów religijnych.
- 1 kwietnia – rewolucja francuska: w Paryżu wojsko rozpędziło demonstrację przeciwko głodowi, nowobogackim i za przywróceniem cen maksymalnych.
- 5 kwietnia – został zawarty pokój francusko-pruski w Bazylei, w którym Prusy uznały Republikę Francji i jej granicę na Renie.
- 7 kwietnia – we Francji ustalono wzorzec metra.
- 8 kwietnia – przyszły król Wielkiej Brytanii Jerzy IV poślubił Karolinę Brunszwicką.
- 15 kwietnia – Baeda Maryam II został cesarzem Etiopii.
- 20 maja – Fryderyk Eugeniusz został księciem Wirtembergii.
- 24 maja – rewolucja francuska: rząd francuski ogłosił zakaz zgromadzeń dla kobiet.
- 31 maja – rewolucja francuska: zlikwidowano Trybunał Rewolucyjny.
- 6 czerwca – walka z rewolucją francuską: zwycięstwo Rojalistów w bitwie pod Étrelles.
- 18 czerwca – w południowej Afryce Burowie utworzyli Republikę Swellendam.
- 23 czerwca – I koalicja antyfrancuska: zwycięstwo floty brytyjskiej nad francuską w bitwie pod Groix; początek bitwy pod Quiberon.
- 14 lipca – Marsylianka została ogłoszona hymnem Francji.
- 22 lipca – został zawarty pokój francusko-hiszpański w Bazylei
- 2 sierpnia – podpisano traktat z Greenville, kończący wojnę pomiędzy koalicją Indian i USA.
- 22 sierpnia:
  - francuski Konwent Narodowy uchwalił Konstytucję Dyrektorialną.
  - w Paryżu polscy emigranci polityczni założyli organizację niepodległościową Deputacja Polska.
- 16 września – holenderska Kolonia Przylądkowa w południowej Afryce skapitulowała przed wojskami brytyjskimi.
- 23 września – rewolucja francuska: Termidorianie doprowadzili do uchwalenia trzeciej w dziejach Francji konstytucji. Zgodnie z nią władza prawodawcza należała do Rady Pięciuset (uchwalała ona projekty ustaw) oraz Rady Starszych (nadawała rezolucjom Rady Pięciuset moc prawną). Czynne prawo wyborcze przysługiwało wszystkim obywatelom, którzy ukończyli 21 lat i płacili podatek bezpośredni.
- 1 października – Francja anektowała Niderlandy Austriackie.
- 2 października – Rosja i Austria zawarły ugodę z Prusami w sprawie udziału tego kraju w III rozbiorze Polski.
- 5 października – w Paryżu doszło do nieudanej próby zamachu stanu rojalistów przeciwko Konwentowi Narodowemu.
- 25 października – powstało towarzystwo naukowe Institut de France.
- 26 października – rewolucja francuska: utworzono Dyrektoriat.
- 27 października – Eskurial: Hiszpania i USA zawarły traktat o przyjaźni i regulacji granicy między Georgią a hiszpańską Florydą.

- Ludwig van Beethoven skomponował menuet G-dur na fortepian.

## Urodzili się
- 6 stycznia – Anselme Payen, francuski chemik (zm. 1871)
- 15 stycznia – Aleksandr Gribojedow (ros. Александр Сергеевич Грибоедов), rosyjski dramatopisarz i dyplomata, wolnomularz (zm. 1829)
- 18 stycznia - Anna Pawłowna Romanowa, wielka księżna rosyjska, królowa holenderska (zm. 1865)
- 8 lutego – Friedlieb Ferdinand Runge, niemiecki chemik analityk, odkrywca kofeiny w kawie (zm. 1867)
- 25 lutego – Antonín Pich, czeski znachor i zielarz (zm. 1865)
- 17 marca – Wincenty Lipski, polski duchowny katolicki, biskup pomocniczy i administrator diecezji tyraspolskiej (zm. 1875)
- 19 marca – Józef Jan Giedroyć, polski major, uczestnik powstania listopadowego (zm. 1831)
- 19 kwietnia – Christian Gottfried Ehrenberg, niemiecki lekarz, przyrodnik i podróżnik (zm. 1876)
- 21 kwietnia – Wincenty Pallotti, włoski duchowny katolicki, założyciel pallotynów, święty (zm. 1850)
- 23 maja – Charles Barry, angielski architekt, przedstawiciel eklektyzmu (zm. 1860)
- 22 lipca – Gabriel Lamé, matematyk francuski (zm. 1870)
- 20 sierpnia – Robert F. Stockton, amerykański wojskowy, polityk, senator ze stanu New Jersey (zm. 1866)
- 15 października – Fryderyk Wilhelm IV Pruski, król Prus z dynastii Hohenzollernów (zm. 1861)
- 2 listopada – James Polk, jedenasty prezydent USA (zm. 1849)
- 4 grudnia – Thomas Carlyle, szkocki pisarz społeczny, historyk i filozof historii (zm. 1881)
- 8 grudnia – Peter Andreas Hansen, niemiecki astronom (zm. 1874)

- data dzienna nieznana: 
  - Karol Cho Shin-ch'ŏl, koreański męczennik, święty katolicki (zm. 1839)
  - Paweł Chŏng Ha-sang, koreański męczennik, święty katolicki (zm. 1839)
  - Antoni Kim Sŏng-u, koreański męczennik, święty katolicki (zm. 1841)
  - Jan Chrzciciel Yi Kwang-nyŏl, koreański męczennik, święty katolicki (zm. 1839)

## Święta ruchome
- Tłusty czwartek: 12 lutego
- Ostatki: 17 lutego
- Popielec: 18 lutego
- Niedziela Palmowa: 29 marca
- Wielki Czwartek: 2 kwietnia
- Wielki Piątek: 3 kwietnia
- Wielka Sobota: 4 kwietnia
- Wielkanoc: 5 kwietnia
- Poniedziałek Wielkanocny: 6 kwietnia
- Wniebowstąpienie Pańskie: 14 maja
- Zesłanie Ducha Świętego: 24 maja
- Boże Ciało: 4 czerwca